# Rozo Point
Der Rozo Point (französisch Pointe Rozo) ist eine Landspitze, die das nordwestliche Ende der Cholet-Insel im Wilhelm-Archipel westlich der Antarktischen Halbinsel bildet. Sie liegt unmittelbar nördlich des nordwestlichen Abschnitts der Booth-Insel.
Teilnehmer der Vierten Französischen Antarktisexpedition (1903–1905) entdeckten sie. Der Expeditionsleiter und Polarforscher Jean-Baptiste Charcot benannte sie nach dem Koch seines Forschungsschiffs Français. Das Advisory Committee on Antarctic Names übertrug die Benennung 1952 ins Englische.